# Barrio Cuaytzén Viejo
Barrio Cuaytzén Viejo är en ort i Mexiko.   Den ligger i kommunen Tanlajás och delstaten San Luis Potosí, i den centrala delen av landet, 250 km norr om huvudstaden Mexico City. Barrio Cuaytzén Viejo ligger 280 meter över havet och antalet invånare är 150.
Terrängen runt Barrio Cuaytzén Viejo är kuperad åt sydväst, men åt nordost är den platt. Barrio Cuaytzén Viejo ligger uppe på en höjd. Runt Barrio Cuaytzén Viejo är det ganska tätbefolkat, med 111 invånare per kvadratkilometer. Närmaste större samhälle är Tampate, 15,7 km väster om Barrio Cuaytzén Viejo. I omgivningarna runt Barrio Cuaytzén Viejo växer huvudsakligen savannskog.